# Superligaen (rugby)
Superligaen i rugby kårer hvert år danmarksmesteren i rugby. Turneringen har været afholdt siden 2001. Før det var turneringen delt i 1. division øst og vest.

## År

### 2010[1]

#### Stilling
| Pos | Hold          | K  | V  | U | T | Score   | P  |
| --- | ------------- | -- | -- | - | - | ------- | -- |
| 1 | CSR/Nanok     | 10 | 10 | 0 | 0 | 352-95  | 48 |
| 2 | Speed         | 10 | 7  | 0 | 3 | 348-176 | 36 |
| 3 | Aarhus        | 10 | 5  | 0 | 5 | 278-180 | 27 |
| 4 | Lindø/Odense  | 10 | 4  | 0 | 6 | 202-323 | 21 |
| 5 | Frederiksberg | 10 | 2  | 0 | 8 | 212-317 | 11 |
| 6 | Aalborg       | 10 | 2  | 0 | 8 | 128-429 | 11 |
| Forklaring - K: - Antal spillede kampe - V: - Antal vundne kampe - U: - Antal uafgjorte kampe - T: - Antal tabte kampe - Score: - Mål scoret (Egne-Modst) - P: - Samlet antal point |               |    |    |   |   |         |    |

#### Kampe
|            |               | Udehold      |       |         |        |       |       |
| CSR/Nanok  | Frederiksberg | Lindø/Odense | Speed | Aalborg | Aarhus |       |       |
| Hjemmehold | CSR/Nanok     |              | 34-17 | 62-0    | 22-18  | 52-0  | 31-10 |
| Hjemmehold | Frederiksberg | 7-19         |       | 26-36   | 18-40  | 74-16 | 17-27 |
| Hjemmehold | Lindø/Odense  | 12-29        | 45-22 |         | 29-26  | 24-31 | 17-31 |
| Hjemmehold | Speed         | 10-36        | 17-5  | 58-12   |        | 100-5 | 28-17 |
| Hjemmehold | Aalborg       | 10-55        | 11-12 | 7-10    | 23-32  |       | 18-17 |
| Hjemmehold | Aarhus        | 11-12        | 72-14 | 31-17   | 9-19   | 53-7  |       |

### 2009[2]

#### Stilling
| Pos | Hold          | K  | V  | U | T  | Score   | P  |
| --- | ------------- | -- | -- | - | -- | ------- | -- |
| 1 | CSR/Nanok     | 12 | 11 | 0 | 1  | 427-93  | 53 |
| 2 | Frederiksberg | 12 | 7  | 1 | 4  | 491-163 | 39 |
| 3 | Aarhus        | 12 | 8  | 0 | 4  | 288-209 | 39 |
| 4 | Speed         | 12 | 6  | 1 | 5  | 235-193 | 30 |
| 5 | Aalborg       | 12 | 4  | 1 | 7  | 216-272 | 23 |
| 6 | Holstebro     | 12 | 2  | 1 | 9  | 169-505 | 12 |
| 7 | Erritsø       | 12 | 2  | 0 | 10 | 102-493 | 9  |
| Forklaring - K: - Antal spillede kampe - V: - Antal vundne kampe - U: - Antal uafgjorte kampe - T: - Antal tabte kampe - Score: - Mål scoret (Egne-Modst) - P: - Samlet antal point |               |    |    |   |    |         |    |

#### Kampe
|            |               | Udehold       |            |       |         |        |       |       |
| CSR/Nanok  | Erritsø       | Frederiksberg | Holstebro  | Speed | Aalborg | Aarhus |       |       |
| Hjemmehold | CSR/Nanok     |               | 31-7       | 22-8  | 53-0    | 22-7   | 37-0  | 51-3  |
| Hjemmehold | Erritsø       | 3-48          |            | 0-75  | 22-7    | 20-12  | 12-45 | 8-48  |
| Hjemmehold | Frederiksberg | 12-31         | 56-10      |       | 82-14   | 45-7   | 70-5  | 30-23 |
| Hjemmehold | Holstebro     | 24-55         | 22-20      | 10-76 |         | 14-14  | 42-7  | 19-28 |
| Hjemmehold | Speed         | 7-45          | 73-0       | 12-10 | 29-0    |        | 29-0  | 15-9  |
| Hjemmehold | Aalborg       | 19-14         | 51-0       | 10-10 | 48-5    | 9-13   |       | 10-27 |
| Hjemmehold | Aarhus        | 3-18          | 25-0 UT[3] | 19-17 | 71-12   | 19-17  | 13-12 |       |

### 2008[4]

#### Stilling
| Pos | Hold          | K  | V | U | T  | Score   | P  |
| --- | ------------- | -- | - | - | -- | ------- | -- |
| 1 | Aarhus        | 10 | 8 | 0 | 2  | 407-107 | 26 |
| 2 | Frederiksberg | 10 | 7 | 0 | 3  | 237-152 | 24 |
| 3 | Aalborg       | 10 | 7 | 0 | 3  | 273-165 | 24 |
| 4 | CSR/Nanok     | 10 | 4 | 0 | 6  | 170-225 | 18 |
| 5 | Erritsø       | 10 | 4 | 0 | 6  | 160-264 | 18 |
| 6 | Holstebro     | 10 | 0 | 0 | 10 | 75-409  | 9  |
| Forklaring - K: - Antal spillede kampe - V: - Antal vundne kampe - U: - Antal uafgjorte kampe - T: - Antal tabte kampe - Score: - Mål scoret (Egne-Modst) - P: - Samlet antal point |               |    |   |   |    |         |    |

#### Kampe
|            |               | Udehold      |       |         |            |       |       |
| CSR/Nanok  | Frederiksberg | Lindø/Odense | Speed | Aalborg | Aarhus     |       |       |
| Hjemmehold | CSR/Nanok     |              | 8-10  | 19-29   | 46-19      | 24-20 | 8-20  |
| Hjemmehold | Erritsø       | 3-22         |       | 20-3    | 25-0 UT[3] | 21-22 | 15-73 |
| Hjemmehold | Frederiksberg | 34-13        | 28-12 |         | 38-0       | 20-12 | 12-39 |
| Hjemmehold | Holstebro     | 10-22        | 17-36 | 7-31    |            | 12-48 | 3-48  |
| Hjemmehold | Aalborg       | 22-5         | 36-15 | 22-20   | 50-7       |       | 15-34 |
| Hjemmehold | Aarhus        | 58-3         | 55-3  | 8-22    | 65-0       | 7-26  |       |

### 2007[5]

#### Stilling
| Pos | Hold          | K  | V  | U | T  | Score   | P  |
| --- | ------------- | -- | -- | - | -- | ------- | -- |
| 1 | CSR/Nanok     | 12 | 10 | 0 | 2  | 330-65  | 32 |
| 2 | Aarhus        | 12 | 10 | 0 | 2  | 512-112 | 32 |
| 3 | Aalborg       | 12 | 10 | 0 | 2  | 526-180 | 32 |
| 4 | Frederiksberg | 12 | 6  | 0 | 6  | 335-181 | 24 |
| 5 | Erritsø       | 12 | 4  | 0 | 8  | 220-339 | 19 |
| 6 | Holstebro     | 12 | 2  | 0 | 10 | 60-677  | 16 |
| 7 | Exiles        | 12 | 0  | 0 | 12 | 64-493  | 12 |
| Forklaring - K: - Antal spillede kampe - V: - Antal vundne kampe - U: - Antal uafgjorte kampe - T: - Antal tabte kampe - Score: - Mål scoret (Egne-Modst) - P: - Samlet antal point |               |    |    |   |    |         |    |

#### Kampe
|            |               | Udehold |               |           |         |        |       |       |
| CSR/Nanok  | Erritsø       | Exiles  | Frederiksberg | Holstebro | Aalborg | Aarhus |       |       |
| Hjemmehold | CSR/Nanok     |         | 25-0 UT[3]    | 32-3      | 23-0    | 81-0   | 31-15 | 7-5   |
| Hjemmehold | Erritsø       | 10-26   |               | 22-10     | 15-37   | 29-7   | 12-38 | 15-43 |
| Hjemmehold | Exiles        | 0-19    | 19-45         |           | 0-39    | 7-9    | 0-55  | 0-56  |
| Hjemmehold | Frederiksberg | 3-10    | 45-7          | 28-10     |         | 73-0   | 5-41  | 16-33 |
| Hjemmehold | Holstebro     | 0-51    | 8-22          | 19-12     | 0-63    |        | 12-63 | 0-61  |
| Hjemmehold | Aalborg       | 18-15   | 32-26         | 92-3      | 31-19   | 101-5  |       | 25-21 |
| Hjemmehold | Aarhus        | 11-10   | 49-17         | 77-0      | 11-7    | 114-0  | 31-15 |       |

### 2006[6]

#### Stilling
| Pos | Hold          | K  | V  | U | T  | Score   | P  |
| --- | ------------- | -- | -- | - | -- | ------- | -- |
| 1 | Aarhus        | 14 | 13 | 1 | 0  | 561-94  | 41 |
| 2 | Frederiksberg | 14 | 12 | 1 | 1  | 629-87  | 39 |
| 3 | Aalborg       | 14 | 9  | 0 | 5  | 347-283 | 32 |
| 4 | CSR/Nanok     | 14 | 7  | 0 | 7  | 286-310 | 28 |
| 5 | Odense        | 14 | 5  | 1 | 8  | 250-425 | 25 |
| 6 | Erritsø       | 14 | 4  | 1 | 9  | 299-277 | 23 |
| 7 | Exiles        | 14 | 4  | 0 | 10 | 223-426 | 22 |
| 8 | Speed         | 14 | 0  | 0 | 14 | 93-786  | 14 |
| Forklaring - K: - Antal spillede kampe - V: - Antal vundne kampe - U: - Antal uafgjorte kampe - T: - Antal tabte kampe - Score: - Mål scoret (Egne-Modst) - P: - Samlet antal point |               |    |    |   |    |         |    |

#### Kampe
|            |               | Udehold |               |        |       |         |        |       |       |
| CSR/Nanok  | Erritsø       | Exiles  | Frederiksberg | Odense | Speed | Aalborg | Aarhus |       |       |
| Hjemmehold | CSR/Nanok     |         | 17-30         | 41-0   | 0-59  | 22-15   | 41-13  | 20-35 | 10-21 |
| Hjemmehold | Erritsø       | 8-13    |               | 29-39  | 0-38  | 10-15   | 115-7  | 15-16 | 10-19 |
| Hjemmehold | Exiles        | 3-13    | 7-32          |        | 0-45  | 44-14   | 31-3   | 0-11  | 5-43  |
| Hjemmehold | Frederiksberg | 29-3    | 46-7          | 41-14  |       | 41-9    | 102-3  | 66-3  | 8-13  |
| Hjemmehold | Odense        | 29-21   | 10-10         | 27-25  | 3-75  |         | 48-0   | 7-13  | 10-65 |
| Hjemmehold | Speed         | 8-49    | 12-22         | 3-36   | 3-40  | 14-43   |        | 20-22 | 0-72  |
| Hjemmehold | Aalborg       | 24-33   | 14-8          | 32-12  | 26-36 | 61-3    | 72-7   |       | 5-15  |
| Hjemmehold | Aarhus        | 36-3    | 24-3          | 92-7   | 3-3   | 24-17   | 93-0   | 41-13 |       |

### 2005[7]

#### Stilling
| Pos | Hold          | K  | V  | U | T  | Score   | P  |
| --- | ------------- | -- | -- | - | -- | ------- | -- |
| 1 | Frederiksberg | 10 | 10 | 0 | 0  | 411-95  | 30 |
| 2 | Aarhus        | 10 | 7  | 0 | 3  | 237-104 | 24 |
| 3 | CSR/Nanok     | 10 | 6  | 0 | 4  | 216-122 | 22 |
| 4 | Exiles        | 10 | 3  | 1 | 6  | 169-259 | 17 |
| 5 | Erritsø       | 10 | 3  | 1 | 6  | 120-216 | 17 |
| 6 | Speed         | 10 | 0  | 0 | 10 | 74-431  | 8  |
| Forklaring - K: - Antal spillede kampe - V: - Antal vundne kampe - U: - Antal uafgjorte kampe - T: - Antal tabte kampe - Score: - Mål scoret (Egne-Modst) - P: - Samlet antal point |               |    |    |   |    |         |    |

#### Kampe
|            |               | Udehold |               |       |        |                  |       |
| CSR/Nanok  | Erritsø       | Exiles  | Frederiksberg | Speed | Aarhus |                  |       |
| Hjemmehold | CSR/Nanok     | 19-5    | 53-10         | 0-8   | 45-3   | 0-15             |       |
| Hjemmehold | Erritsø       | 5-28    |               | 13-13 | 17-38  | 25-0 UT[3]       | 6-34  |
| Hjemmehold | Exiles        | 15-21   | 27-10         |       | 0-46   | 17-0             | 12-28 |
| Hjemmehold | Frederiksberg | 22-8    | 41-10         | 64-24 |        | 61-19            | 32-7  |
| Hjemmehold | Speed         | 15-36   | 13-24         | 5-39  | 0-87   |                  |       |
| Hjemmehold | Aarhus        | 24-6    | 3-5           | 19-12 | 10-12  | 25-0 UT[3]/72-19 |       |

### 2004[8]

#### Stilling
| Pos | Hold          | K | V | U | T | Score  | P  |
| --- | ------------- | - | - | - | - | ------ | -- |
| 1 | Frederiksberg | 6 | 6 | 0 | 0 | 208-41 | 18 |
| 2 | Lindø         | 6 | 3 | 0 | 3 | 69-84  | 12 |
| 3 | Aarhus        | 6 | 3 | 0 | 3 | 161-98 | 12 |
| 4 | Aalborg       | 6 | 0 | 0 | 6 | 37-252 | 6  |
| Forklaring - K: - Antal spillede kampe - V: - Antal vundne kampe - U: - Antal uafgjorte kampe - T: - Antal tabte kampe - Score: - Mål scoret (Egne-Modst) - P: - Samlet antal point |               |   |   |   |   |        |    |

#### Kampe
|               |               | Udehold |        |       |       |
| Frederiksberg | Lindø         | Aalborg | Aarhus |       |       |
| Hjemmehold    | Frederiksberg |         | 12-3   | 64-0  | 31-15 |
| Hjemmehold    | Lindø         | 3-26    |        | 17-10 | 12-14 |
| Hjemmehold    | Aalborg       | 3-47    | 12-19  |       | 9-29  |
| Hjemmehold    | Aarhus        | 17-28   | 10-15  | 76-3  |       |

### 2003[9]

#### Stilling
| Pos | Hold          | K | V | U | T | Score   | P  |
| --- | ------------- | - | - | - | - | ------- | -- |
| 1 | Frederiksberg | 6 | 5 | 0 | 1 | 197-56  | 16 |
| 2 | Aarhus        | 6 | 4 | 0 | 2 | 129-100 | 14 |
| 3 | Lindø         | 6 | 3 | 0 | 3 | 118-87  | 12 |
| 4 | Erritsø       | 6 | 0 | 0 | 6 | 29-230  | 6  |
| Forklaring - K: - Antal spillede kampe - V: - Antal vundne kampe - U: - Antal uafgjorte kampe - T: - Antal tabte kampe - Score: - Mål scoret (Egne-Modst) - P: - Samlet antal point |               |   |   |   |   |         |    |

#### Kampe
|            |               | Udehold |        |       |      |
| Erritsø    | Frederiksberg | Lindø   | Aarhus |       |      |
| Hjemmehold | Erritsø       |         | 0-35   | 7-54  | 0-26 |
| Hjemmehold | Frederiksberg | 40-5    |        | 24-12 | 50-0 |
| Hjemmehold | Lindø         | 25-6    | 19-17  |       | 3-14 |
| Hjemmehold | Aarhus        | 50-11   | 20-31  | 19-5  |      |

### 2002[10]

#### Stilling
| Pos | Hold          | K | V | U | T | Score  | P  |
| --- | ------------- | - | - | - | - | ------ | -- |
| 1 | Frederiksberg | 6 | 6 | 0 | 0 | 325-28 | 18 |
| 2 | Aalborg       | 6 | 2 | 1 | 3 | 57-205 | 11 |
| 3 | Lindø         | 6 | 2 | 1 | 3 | 55-68  | 11 |
| 4 | Erritsø       | 6 | 1 | 0 | 5 | 50-186 | 8  |
| Forklaring - K: - Antal spillede kampe - V: - Antal vundne kampe - U: - Antal uafgjorte kampe - T: - Antal tabte kampe - Score: - Mål scoret (Egne-Modst) - P: - Samlet antal point |               |   |   |   |   |        |    |

#### Kampe
|            |               | Udehold |         |       |       |
| Erritsø    | Frederiksberg | Lindø   | Aalborg |       |       |
| Hjemmehold | Erritsø       |         | 6-59    | 6-17  | 21-5  |
| Hjemmehold | Frederiksberg | 78-0    |         | 12-3  | 116-0 |
| Hjemmehold | Lindø         | 8-0     | 14-22   |       | 0-15  |
| Hjemmehold | Aalborg       | 19-17   | 5-38    | 13-13 |       |

### 2001[11]

#### Stilling
| Pos | Hold    | K | V | U | T | Score  | P  |
| --- | ------- | - | - | - | - | ------ | -- |
| 1 | Lindø   | 6 | 5 | 0 | 1 | 123-55 | 16 |
| 2 | Speed   | 6 | 4 | 0 | 2 | 92-53  | 14 |
| 3 | Aalborg | 6 | 2 | 0 | 4 | 73-113 | 10 |
| 4 | Aarhus  | 6 | 1 | 0 | 5 | 65-132 | 8  |
| Forklaring - K: - Antal spillede kampe - V: - Antal vundne kampe - U: - Antal uafgjorte kampe - T: - Antal tabte kampe - Score: - Mål scoret (Egne-Modst) - P: - Samlet antal point |         |   |   |   |   |        |    |

#### Kampe
|            |         | Udehold |        |       |       |
| Lindø      | Speed   | Aalborg | Aarhus |       |       |
| Hjemmehold | Lindø   |         | 13-12  | 32-14 | 23-8  |
| Hjemmehold | Speed   | 12-8    |        | 21-5  | 17-3  |
| Hjemmehold | Aalborg | 6-11    | 12-10  |       | 29-12 |
| Hjemmehold | Aarhus  | 3-36    | 12-20  | 27-7  |       |